# 石井萠水
石井 萠水（いしい もえみ、1987年6月10日−　）は、日本の舞台俳優。身長158cm。血液型はA型。静岡県浜松市出身。SPAC-静岡県舞台芸術センター所属。

## 人物
趣味は、歌舞伎鑑賞、マッサージ、映画の特典映像鑑賞。
特技は、MC、作文、パーカッション演奏、バイクの二人乗りの後ろ、ディズニーランドのアテンド、スナックっぽい接待。

## 出演

### テレビ
- WOWOWドラマ「翳りゆく夏」

### 舞台
- 東京都主催「焦土purgatory」＠東京芸術劇場シアターウエスト、台北公演
- MUNA-POCKET COFFEEHOUSE「わがゴミ」＠クリエイト浜松2Fホール
- 第七劇場「邯鄲　KANTAN」＠三重県文化会館 小ホール

### 劇団公演
2014年
- 「ふたりの女 平成版」＠舞台芸術公園 野外劇場「有度」
- 「サロメ」＠浜松大平台高校
- 「近代能楽集 綾の鼓」＠静岡文化芸術大学
- 「マハーバーラタ～ナラ王の冒険～」＠KAAT神奈川芸術劇場
- 「天守物語」＠静岡野外芸術フェスタ浜松市公演
- 「真夏の夜の夢」＠静岡芸術劇場

2015年
- 「ロミオとジュリエット」＠浜松大平台高校
- 「真夏の夜の夢」＠にしすがも創造舎
- 「マハーバーラタ～ナラ王の冒険～」＠ふじのくに野外芸術フェスタ、モソヴィエト劇場（ロシア）

2016年
- 「ロミオとジュリエット」＠浜松大平台高校
- 「マハーバーラタ～ナラ王の冒険～」＠平城宮跡（東区朝堂院）
- 「ヤマタノヲロチ！」＠ふじのくに野外芸術フェスタ
- 「イナバとナバホの白兎」＠静岡芸術劇場、フランス国立ケ・ブランリー美術館
- 「黒蜥蜴」＠静岡芸術劇場

2017年
- 「熊」＠吉田町立図書館 視聴覚ホール、御前崎市立図書館アスパル 1F
- 「即興演劇オムニバス　箱買いっ！！vol.1」プロデュース＠エスパルスドリームプラザ2Fうみのはこ
- 「病は気から」＠静岡芸術劇場
- 「アラサーア・ラ・モード」脚本・演出・プロデュース＠あそviva！劇場
- 「アンティゴネ」＠アヴィニョン法王庁中庭

2018年
- 「アラサーア・ラ・モード」プロデュース　＠人宿町やどりぎ座
- 「マハーバーラタ ～ナラ王の冒険～」＠ラ・ヴィレット（フランス）
- 「熊」＠静岡県浜松市ツアー
- 「顕れ」＠コリーヌ国立劇場（フランス）
- 「箱買いっ！！Vol.3 箱恋っ」プロデュース＠スノドカフェ七間町
- 「マハーバーラタ～ナラ王の冒険～」ふじのくにせかい演劇祭＠駿府城公園 紅葉山庭園前広場 特設会場
- 「箱買いっ！！Vol.2 悲劇の前夜に牧山祐大」プロデュース＠あそviva！劇場
- 「しんしゃく源氏物語」＠静岡芸術劇場

2019年
- 「ふたりの女 平成版 ふたりの面妖があなたに絡む」＠舞台芸術公園 野外劇場「有度」
- 「顕れ ～女神イニイエの涙～」 ＠静岡芸術劇場

2024年
- 「ばらの騎士」 ＠静岡芸術劇場[3]
- 「イナバとナバホの白兎」＠静岡芸術劇場、浜松市福祉交流センター、沼津市民文化センター[4]